# Yungay (Perù)
Yungay è una città del Perù. È il capoluogo dell'omonima provincia nella regione di Ancash.
A 15 km ad est della città di Yungay, nella Cordillera Blanca delle Ande emergono le vette dell'Huascarán, Huandoy, Chopicalqui, Pishqo, Shapraraju, Pirámide de Garcilaso, Yanapaccha, Contrahierbas e i laghi di Llanganuco, Morococha, Laguna 69 e ad ovest, sopra la Cordillera Negra i laghi di Tecllo e Qanchiscocha. Il Huascarán è alto 6.768 m s.l.m ed è la montagna più alta del Perù.
Il grande Terremoto di Ancash del 1970, fu la causa della catastrofica valanga che si abbatté sulla cittadina causando la morte di circa 25.000 persone. Le vittime giacciono in gran parte ancora sepolte sotto i detriti. Sul luogo è stato eretto un memoriale in ricordo del disastro.